# Die Hochzeit meiner Töchter
Die Hochzeit meiner Töchter ist ein deutscher Fernsehfilm aus dem Jahre 2006. Die Regie in der Filmkomödie führte Thomas Jacob. Bei dem Film handelt es sich um die Fortsetzung von Wunschkinder und andere Zufälle und den Vorgänger des Filmes Mamas Flitterwochen.

## Handlung
Hilde Gerd hat von ihren drei Töchtern drei Enkelkinder, die alle in ihrer Villa leben. Leider will keine ihrer Töchter heiraten. Um dem Glück nachzuhelfen, arrangiert sie ihren Theaterfreund Theo als Onkel Volker, einen Missionar, der das traute Glück in der Villa zerstören wird, wenn die Töchter nicht heiraten.

## Produktion
Die Erstausstrahlung fand am 1. Dezember 2006 im Ersten statt.